# Gare centrale de Gävle
La gare centrale de Gävle (suédois: Gävle Centralstation) est une gare ferroviaire suédoise. Elle est située à proximité du centre de la ville de Gävle dans le Comté de Gävleborg.

## Situation ferroviaire
C'est un centre ferroviaire du sud du Norrland, des trains de partout de la Suède rejoignent Gävle . 

## Histoire et patrimoine ferroviaire
La gare est construite en 1877, produit de l’architecte Mårten Albert Spiering . 